# 클로즈 (2019년 영화)
《클로즈》(영어: Close)는 영국에서 제작된 비키 주슨 감독의 2019년 액션 스릴러 영화이다. 노미 라파스 등이 출연하였다.

## 출연
- 노미 라파스 - 샘 칼슨 역
- 소피 넬리스 - 조이 태너 역
- 인디라 바마 - 리마 하신 역
- 오언 매컨 - 코널 싱클레어 역
- 아킨 가지 - 알리크 역
- 조지 조지오 - 나빌 역

## 기타 제작진
- 총괄 제작: 브레이든 애프터굿